# 価長
価長（かちょう、和語:あきおさ）とは、内蔵寮（2人）・大蔵省（4人）・東西市司（東西各5人）の各官司に設置された官人（伴部）。

## 概要
都の東西にあった市における物価の調査と売買の監視、官が保有・使用する物資の売買を掌った（「職員令」）。市司では商品の品質に基づいて上中下の等級を設け、更に時価に基づいてその価格を3段階（估価）に分けて9等の価格を設定するとともに、10日に一度それを記した帳簿（沽価帳）を京職に提出して、官はそのうちの中物・中沽価を購入することとされていた（「関市令」）。沽価帳の作成から、官の物資調達などの実務を行ったのが価長であったと推定されている。
なお、大蔵省の価長は、平安時代初めにおいては実際には2人だけを任じていたのを、貞観2年（860年）に令本来の規定によって4人を任じることにした。だが、貞観13年2月14日（871年3月8日）の太政官符によって、改めて2人に減員された（『類聚三代格』四）。